# Литература русского зарубежья
Литература русского зарубежья — ветвь русской литературы, возникшая после 1917 года за пределами Советской России и СССР.
Литература русского зарубежья делится на три периода, соответствующие трём волнам в истории русской эмиграции:
- 1918—1940 годы — первая волна,
- 1940—1950-е (или середина 1960-х) годы — вторая волна,
- 1960 (или середина 1960-х) — конец 1980-х — третья волна.
- 1989 — начало 2020-х — четвёртая волна.
- После 2022 года — пятая волна.

Социальные и культурные обстоятельства каждой волны оказывали непосредственное влияние на развитие литературы русского зарубежья и её жанров.

## Первая волна эмиграции (1918—1940)
После революции 1917 года в связи со сложившейся политической обстановкой из страны отъезжало большое количество граждан, которые стали создавать за рубежом «вторую Россию». Начавшаяся в 1918 году первая волна русской эмиграции была массовым явлением (более двух миллионов эмигрантов) и продолжалась до начала Второй мировой войны и оккупации Парижа. В этот период значительная часть русской интеллигенции (философы, писатели, художники) эмигрировали или были высланы из страны. Одна из наиболее известных акций по высылке интеллигенции вошла в историю под названием «Философский пароход».

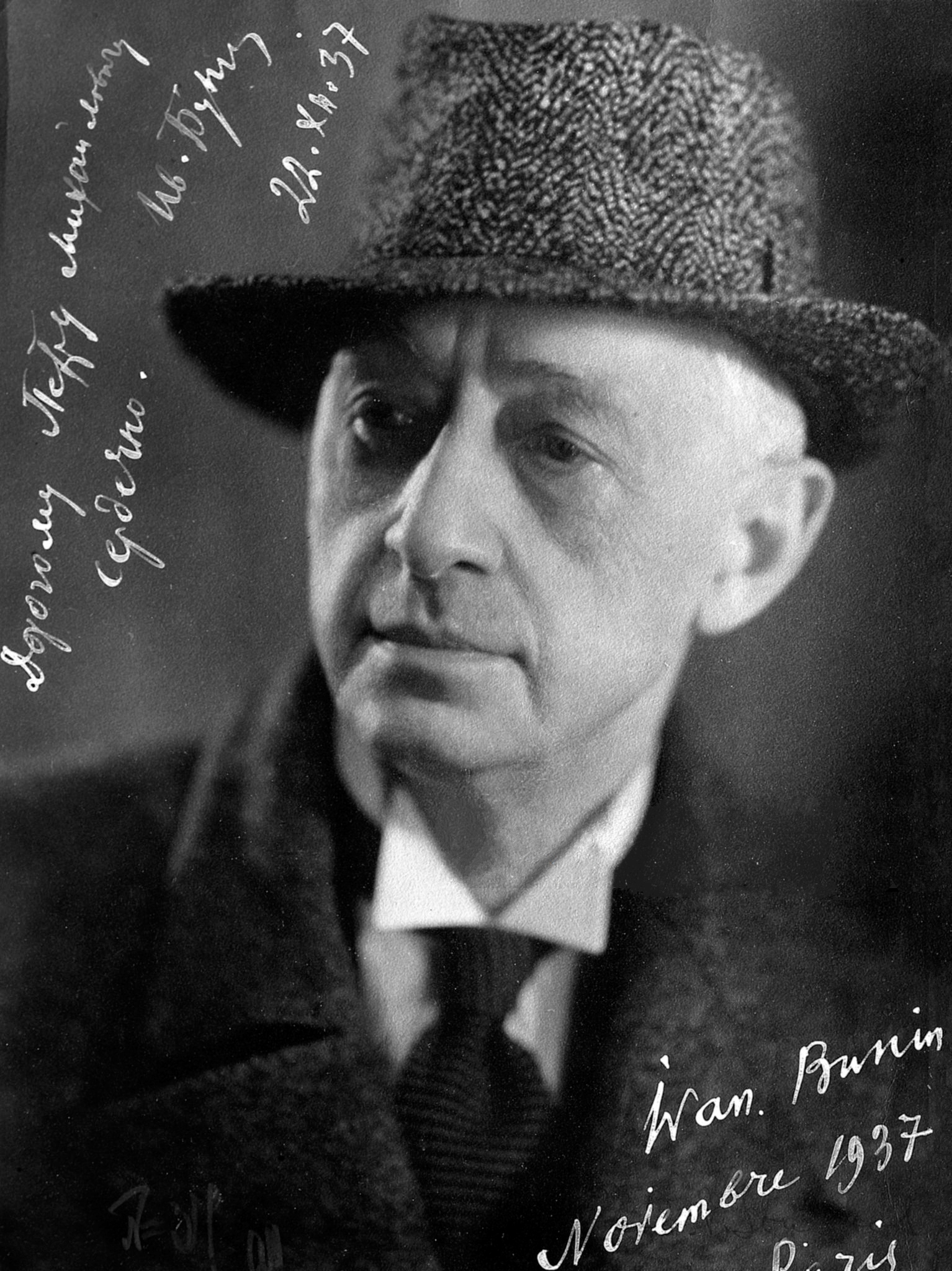
И. Бунин в 1937 году

Расселение представителей русской эмиграции происходило вокруг следующих основных центров: Константинополь, София, Прага, Берлин, Париж, Харбин, Шанхай. Эмигранты уезжали также в Латинскую Америку, Канаду, Польшу, Югославию, Скандинавию, США.
Жители Финляндии, Западной Украины и прибалтийских государств оказались в положении эмигрантов, не меняя места жительства. Там тоже образовались заметные очаги русской культуры.
Несмотря на отсутствие массового читателя и непростое материальное положение большинства писателей, русская зарубежная литература активно развивалась. Выделялось старшее поколение, которое придерживалось направления «сохранения заветов» (И. Бунин, Д. Мережковский), младшее поколение, ценившее драматический опыт эмиграции (Г. Иванов, «Парижская нота»), «незамеченное поколение», писатели, осваивавшие западные традиции (В. В. Набоков, Г. Газданов).
Непосредственно в эмиграции вне Российской империи сформировались писатели (эмигрировали в детстве или ранней молодости): Г. Газданов, В. В. Набоков, Б. Поплавский, Н. Н. Берберова, Л. Зуров, Г. Кузнецова, В. Варшавский, В. А. Смоленский, Ю. Фельзен, В. С. Яновский, И. Кнорринг, М. Д. Каратеев и др. 
Признанием русской зарубежной литературы стало присуждение Нобелевской премии И. Бунину за «правдивый артистический талант, с которым он воссоздал в литературной прозе типично русский характер» (10.12.1933).
Некоторые исследователи считают, что работы писателей первой волны эмиграции имеют большее культурное и литературное значение, чем творчество авторов второй и третьей.

## Вторая волна эмиграции (1940—1950-е годы)
В ходе Второй мировой войны началась вторая волна эмиграции, которая уже не отличалась такой массовостью, как первая. Значительная её часть состояла из так называемых «перемещённых лиц» («ди-пи»). Большая часть эмигрировала в Западную Германию и США. Так, с 1941 по 1950 год в США прибыло 548 тыс. русских эмигрантов. 
Оказавшиеся в тяжёлых условиях эмиграции поэты и писатели посвящали немалую часть своего творчества теме войны, плена, большевистского террора. В отличие от советских авторов, героями новоприбывших эмигрантов становились люди, не нашедшие места в советской жизни: интеллигенты, не принимавшие жестокости тоталитарного режима; крестьяне, разочаровавшиеся в коллективной действительности; репрессированные граждане. Среди эмигрировавших авторов — Д. Кленовский, В. Синкевич, Б. Ширяев, Н. Моршен, Н. Нароков, одним из наиболее видных поэтов второй волны критиками считается И. Елагин.
Некоторые исследователи относят ко второй волне эмиграции Ю. Иваска, И. Чиннова, Б. Нарциссова, живших в 1920—1930-х годах в прибалтийских государствах, находившихся на окраине литературной жизни русского зарубежья.

## Третья волна эмиграции (1960—1980-е годы)

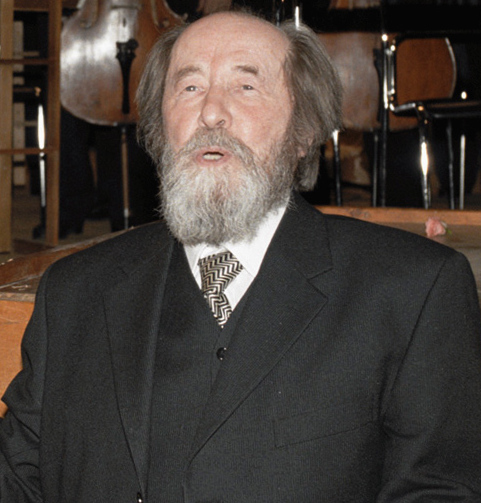
А. Солженицын в 1998 году

Третья волна эмиграции связана в большей степени с поколением «шестидесятников» и их не оправдавшимися надеждами на перемены после «хрущёвской оттепели». После посещения Н. С. Хрущёвым в 1962 году выставки художников-авангардистов начался период гонений на творческую интеллигенцию и ограничений свобод. В 1966 году позволили выехать из страны В. Тарсису, которого затем лишили гражданства. Многие деятели науки и культуры стали выезжать из страны после изгнания А. Солженицына в 1974 году, эмигрируя в основном в США, Францию, Германию, Израиль.
Представители третьей волны отличались от «старой эмиграции», часто были склонны к авангарду, постмодернизму, находясь под впечатлением не русской классики, а модной в 1960-х годах американской и латиноамериканской литературы, произведений М. Цветаевой, Б. Пастернака, А. Платонова. Среди крупных представителей третьей волны — Саша Соколов, Э. Лимонов, И. Бродский, С. Довлатов, В. Аксёнов, Г. Владимов, В. Войнович, А. Зиновьев, Ю. Мамлеев, А. Синявский, Г. Худяков, А. Генис, П. Вайль, К. Кузьминский.

## Ситуация после 1990 года
В 1990 году был принят закон «О печати и средствах массовой информации», частично снявший причины, породившие явление литературной эмиграции. В связи с этим поднимаемый некоторыми исследователями вопрос о существовании в литературе «четвёртой волны» (1990—2010-е) является спорным.